# Менхивар, Ричард
Ричард Гильермо Менхивар Пераса (исп. Richard "Richie" Guillermo Menjivar Peraza; род. 31 октября 1990, Панорама-Сити, Калифорния, США) — сальвадорский футболист, полузащитник. Выступал за сборную Сальвадора.

## Клубная карьера
8 февраля 2013 года Менхивар подписал контракт с клубом «Атланта Силвербэкс». 14 апреля 2013 года в матче против «Форт-Лодердейл Страйкерс» он дебютировал в NASL. 5 мая в поединке против «Сан-Антонио Скорпионс» Ричард забил свой первый гол за команду. По итогам сезона 2013 года Менхивар был включён в символическую сборную NASL.
4 февраля 2014 года Менхивар перешёл в «Сан-Антонио Скорпионс». 13 апреля в поединке против «Миннесоты Юнайтед» он дебютировал за новый клуб. По итогам сезона Ричард помог «скорпионам» выиграть чемпионат и принял участие в Соккер Боул.
29 апреля 2015 года Менхивар был обменян в «Тампа-Бэй Раудис» на Брэда Расина. 9 мая в матче против «Оттавы Фьюри» он дебютировал за новую команду. Контракт Менхивара с «Раудис» истёк по окончании сезона 2015.
25 февраля 2016 года Менхивар был подписан клубом «Райо ОКС». 3 апреля в матче против канадского «Эдмонтона» он дебютировал за новую команду.
16 февраля 2017 года Ричард присоединился к «Нью-Йорк Космос». 2 апреля в матче против «Майами» он дебютировал за новый клуб.
19 марта 2018 года Менхивар подписал контракт с клубом USL «Пенн». Его дебют за клуб из столицы Пенсильвании состоялся 8 апреля в матче против «Атланты Юнайтед 2».
Летом 2019 года Менхивар присоединился к клубу чемпионата Сальвадора «Агила».
12 июля 2021 года Менхивар подписал контракт с клубом «Чалатенанго».

## Международная карьера
7 февраля 2013 года в товарищеском матче против сборной Парагвая Ричард дебютировал за сборную Сальвадора. 3 сентября 2014 года в поединке Центральноамериканского кубка против сборной Гондураса Ричард забил свой первый мяч за национальную команду.
В 2013 году в составе сборной Менхивар принял участие в розыгрыше Золотого кубка КОНКАКАФ. На турнире он принял участие в матчах против сборных США, Гондураса, Гаити и Тринидада и Тобаго.
В 2015 году в составе сборной Ричард принял участие в розыгрыше Золотого кубка КОНКАКАФ. На турнире он сыграл в матчах против сборных Канады, Коста-Рики и Ямайки.
В 2017 году Менхивар в третий раз принял участие в розыгрыше Золотого кубка КОНКАКАФ. На турнире он сыграл в матчах против команд Ямайки и Кюрасао.

### Голы за сборную Сальвадора
| #   | Дата            | Место                    | Противник | Результат | Счёт | Соревнование                      |
| --- | --------------- | ------------------------ | --------- | --------- | ---- | --------------------------------- |
| 01. | 3 сентября 2014 | Коттон Боул, Даллас, США | Гондурас  | 1:0       | 1:0  | Центральноамериканский кубок 2014 |

## Достижения
Командные
 Атланта Силвербэкс
- Победитель регулярного чемпионата NASL: 2013 (весна)

 Сан-Антонио Скорпионс
- Обладатель Соккер Боул: 2014
- Победитель регулярного чемпионата NASL: 2014 (осень)

Индивидуальные
- Член символической сборной NASL: 2013